# Oakmont Country Club
Pour les articles homonymes, voir Oakmont.

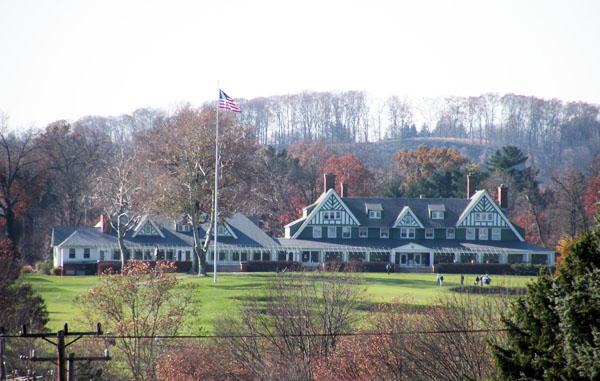
Oakmont Country Club en 2009.

Le Oakmont Country Club est un prestigieux country club situé dans la ville d'Oakmont, dans l'État de la Pennsylvanie, aux États-Unis, à 15 miles au nord-est du centre-ville de Pittsburgh dans la Vallée de Allegheny River.
Fondé en 1903, il fut l'hôte de nombreux tournois prestigieux, dont l'US Open de golf neuf fois (plus que tout autre parcours) , en 1927, 1935, 1953, 1962, 1973, 1983, 1994, 2007 et 2016. Il a aussi été l'hôte de trois PGA Championships, cinq U.S. Amateur Championships, et deux fois de l'U.S. Women's Open.